# Giardino d'Estate

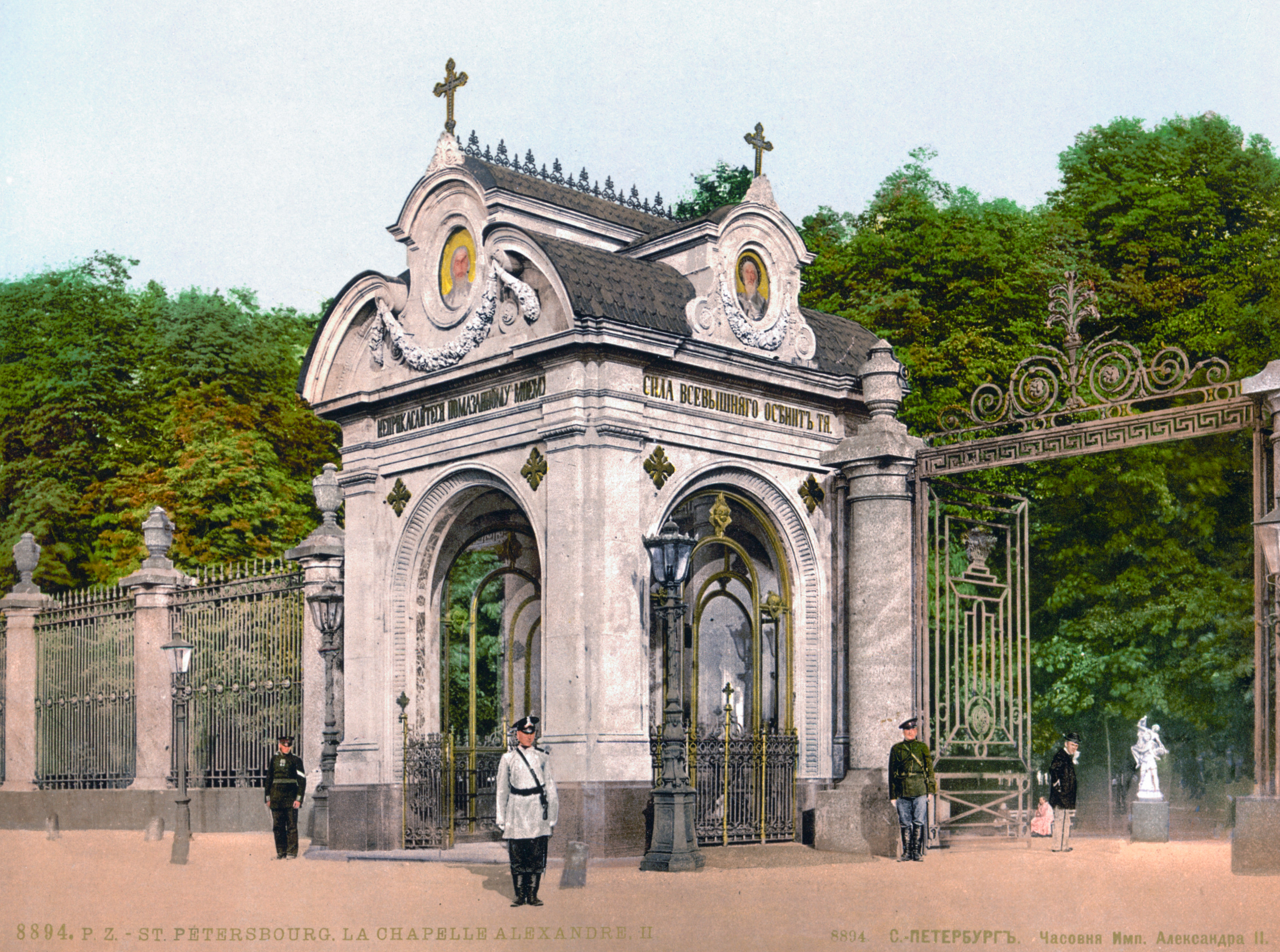
Vista di un ingresso al giardino all'inizio del Novecento

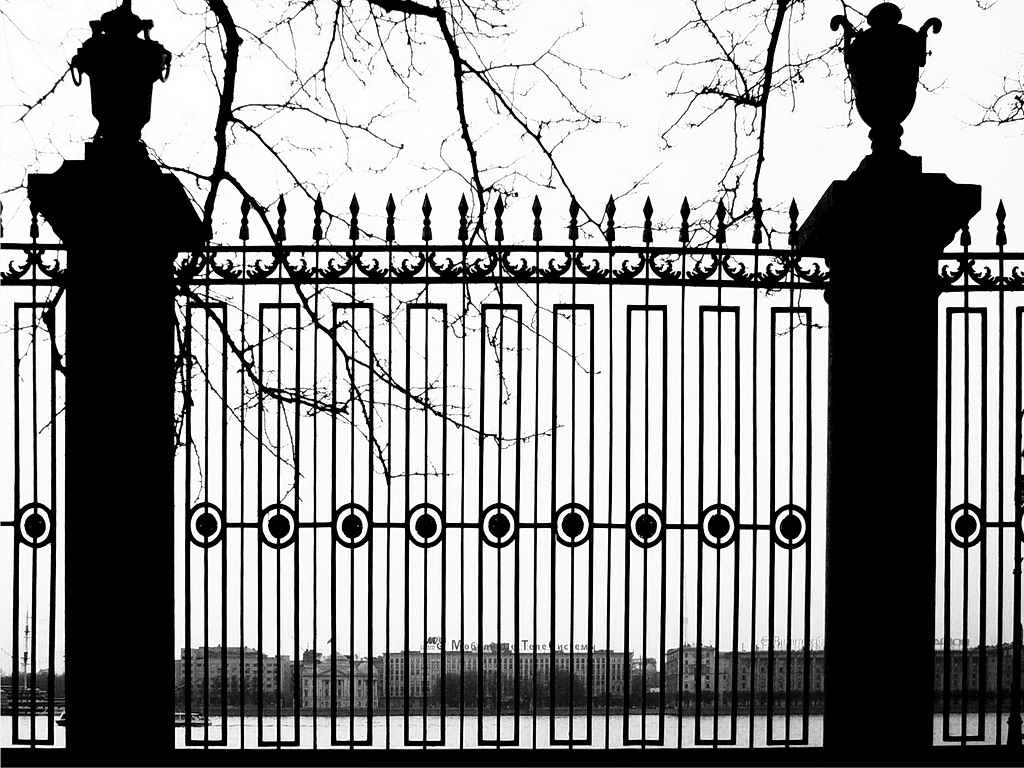
Particolare della cancellata in ghisa su disegno di Jurj Velten

Il Giardino d'Estate (in russo Летний сад?, Letnij sad) è un parco che si trova a San Pietroburgo e fu in principio realizzato su progetto di Pietro il Grande, zar di Russia, come giardino alla francese.

## Caratteristiche
Questo complesso architettonico e naturale, risalente al 1704, rappresenta uno dei monumenti artistici più significativi della prima metà del Settecento del barocco russo e si trova sulle rive della Fontanka, con un ingresso che affaccia sul lungoneva del Palazzo, sulla riva opposta della Neva su cui sorge la casetta di Pietro I, ed un altro di fronte al castello degli Ingegneri. All'interno del giardino è presente un vasto complesso di sculture principalmente veneziane, opera dei maestri più rinomati di allora: Antonio Corradini, Pietro Baratta, Giovanni Bonazza, Marino Groppelli, Paolo e Giuseppe Groppelli, Francesco Penso, Giuseppe Torretti, Bartolomeo Modolo, Giovanni Zorzoni, Enrico Meyring, Antonio Tarsia. Molti busti - 12 sibille: Samia, Persica, Europea, Delfica, Frigia, Ellespontica, Libica, Cimmeria, Cumana, Eritrea, Agrippina. La scelta è dovuta all'allora agente dello Zar nella Repubblica di Venezia Savva Lukič Vladislavič detto Raguzinskij che si occupò sia di commissionare opere originali che recuperarne altre già esistenti sul mercato.
Fra il 1771 ed il 1784 fu installata una cancellata in ghisa in stile neoclassico del Velten, che separa il parco dalla passeggiata pubblica del Lungoneva del Palazzo. La ringhiera è sospesa tra 36 colonne di granito coronate da urne e vasi.
Al suo interno si trova il Palazzo d'Estate, successiva dimora dello stesso zar, nonché la casa del tè, quella del caffè ed un monumento a Ivan Andreevič Krylov.